# Byggkniv

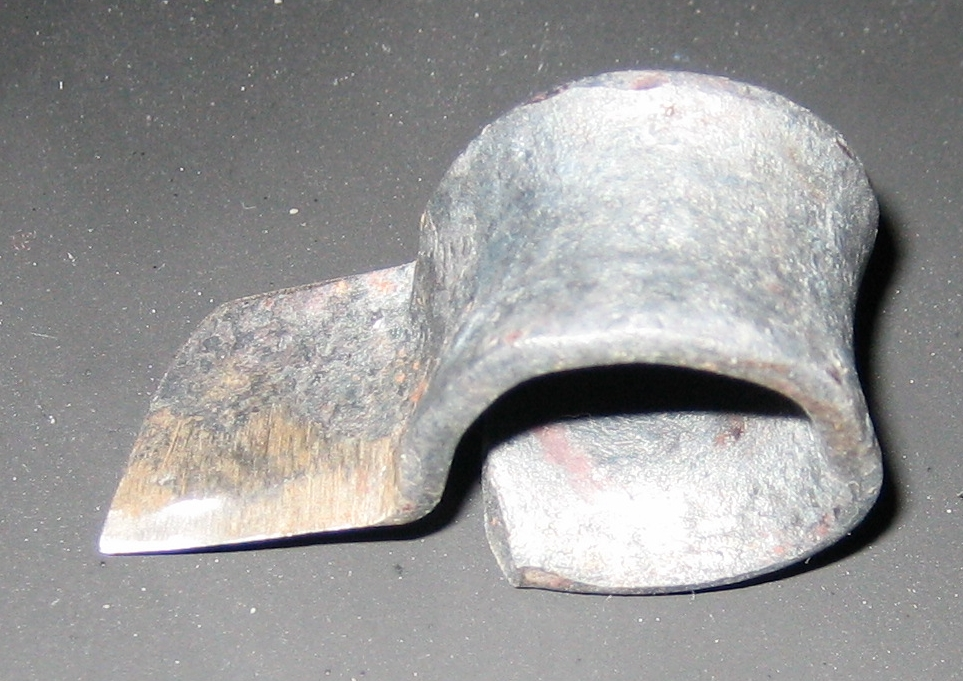
En byggkniv, smidd av Sture Hellström, Björnholmen år 2007.

En byggkniv är ett verktyg som används vid bindning och lagning av fisknät. Den sätts som en ring på höger långfinger och har en fläns med skarp egg mot vilken garn kan skäras utan att man släpper greppet om nätet.